# Leonardo Santos
Leonardo Silva dos Santos (født 5. februar 1980) er en brasiliansk MMA-udøver, der konkurrerer i Lightweight-divisionen i Ultimate Fighting Championship (UFC). Han har været professionel kæmper siden 2002 og har tidligere konkurreret i World Victory Road, BAMMA, og deltog i The Ultimate Fighter: Brasilien 2. 

## Ultimate Fighting Championship
Santos mødte Kevin Lee den 12. december 2015 på UFC 194 .  Trods at være en betydelig underdog, vandt Santos kampen via TKO i første omgang og blev tildelt Performance of the Night-bonusprisen.  
Santos mødte Stevie Ray den 1. juni 2019 på UFC Fight Night 153 .  Han vandt kampen via knockout i første omgang.  Sejren tildelte Santos sin anden Performance of the Night-bonuspris. 

## Mesterskaber og præstationer

### MMA
- Ultimate Fighting Championship
  - The Ultimate Fighter: Brazil 2 Welterweight Turneringsvinder [8]
  - Performance of the Night (To gange) vs. Kevin Lee and Stevie Ray [9]